# Дочь регента (пьеса)
«Дочь регента» (фр. Une fille du régent) — историческая драма французского писателя Александра Дюма-отца, написанная на тот же сюжет, что и одноимённый роман. Была впервые поставлена на сцене в 1846 году, ни разу не публиковалась.

## Сюжет и история текста
Действие пьесы происходит во Франции в эпоху Регентства (1715—1723). Главный герой — бретонский дворянин Гастон де Шанле, участник заговора против регента Филиппа Орлеанского, влюблённый в его внебрачную дочь Элен де Шаверни. О заговоре становится известно властям, и тайный советник регента аббат Дюбуа настаивает на казни всех причастных. Однако Филипп Орлеанский, поражённый благородством Гастона, решает его помиловать и одобряет его женитьбу на Элен. Таким образом, Дюма изменил сюжет по сравнению с романом: и в романе, и в реальности заговорщиков казнили.
И пьеса, и роман под названием «Дочь регента» были созданы на основе неопубликованной книги Огюста Маке «Добряк Бюва». Роман создавался при непосредственном участии Маке (по-видимому, этому автору он обязан трагичным финалом), а пьесу Дюма написал в одиночку, объединив в ней драматические и комические мотивы. Первый вариант пьесы, носивший название «Элен де Шаверни, или Заговор против регента», был представлен читательскому комитету театра Комеди Франсез 10 декабря 1843 года, то есть ещё до публикации романа. Позже был создан второй вариант, принятый театром и впервые поставленный на сцене 1 апреля 1846 года. 23 сентября в Историческом театре Дюма состоялась премьера третьего варианта, «Капитан Лежонкьер». Текст пьесы никогда не публиковался.
«Дочь регента» считается «близнецом» драмы «Шевалье д’Арманталь»: в обоих случаях источником сюжета стал «Добряк Бюва» Огюста Маке, в центре сюжета заговор времён Регентства, пьеса в отличие от романа с тем же названием получает благополучный финал.